# Lovětínský potok (přítok Doubravy)
Lovětínský potok je pravostranný přítok řeky Doubravy v okrese Chrudim v Pardubickém kraji. Délka jeho toku činí 8,2 km. Plocha povodí měří 14,5 km².

## Průběh toku
Potok vyvěrá severně od Zbyslavce, u místního rybníka, v nadmořské výšce okolo 510 m. Na horním toku protéká lesnatou krajinou jihovýchodním směrem. Mezi šestým a sedmým říčním kilometrem se jeho tok postupně obrací k jihu až jihozápadu. O něco níže po proudu vzdouvá jeho vody Lovětínský rybník jehož plocha činí 4,2 ha a celkový objem je 63 tis. m³. Pod tímto rybníkem si potok razí cestu hlubokým údolím mezi Krkaňkou (567 m) a vrchem Světlice (504 m), na němž se vypíná zřícenina hradu Lichnice. Toto údolí je známé jako Lovětínská rokle. Po opuštění rokle se potok obrací k západu, protéká vsí Závratec a směřuje dále k Ronovu nad Doubravou, kde se vlévá do řeky Doubravy na jejím 31,3 říčním kilometru v nadmořské výšce okolo 245 m.

### Geomorfologické členění
Na horním a středním toku potok odvodňuje severozápadní okraj Sečské vrchoviny, která je podcelkem Železných hor. Po opuštění Lovětínské rokle potok vtéká do Čáslavské kotliny, která je podcelkem Středolabské tabule.

## Galerie

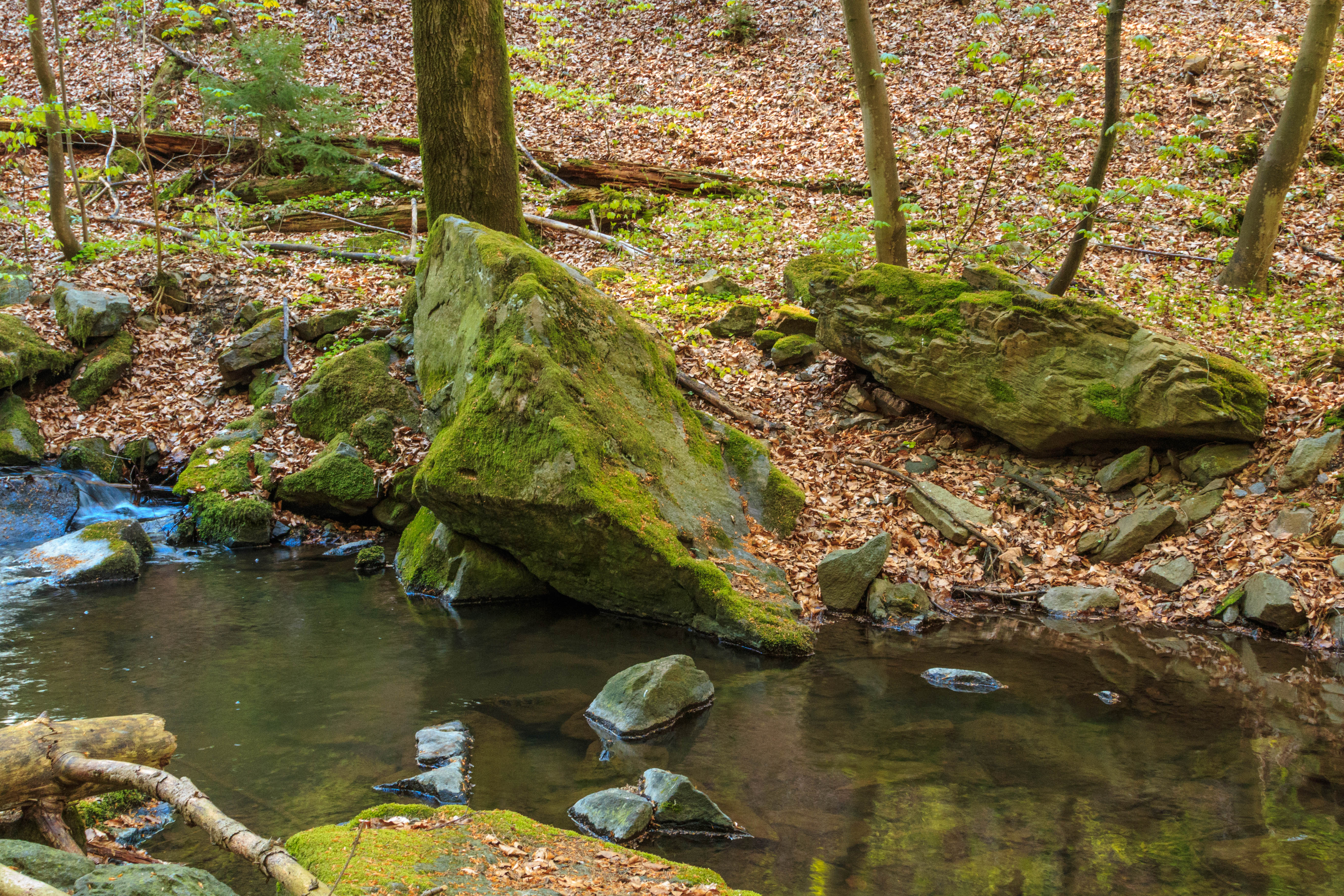
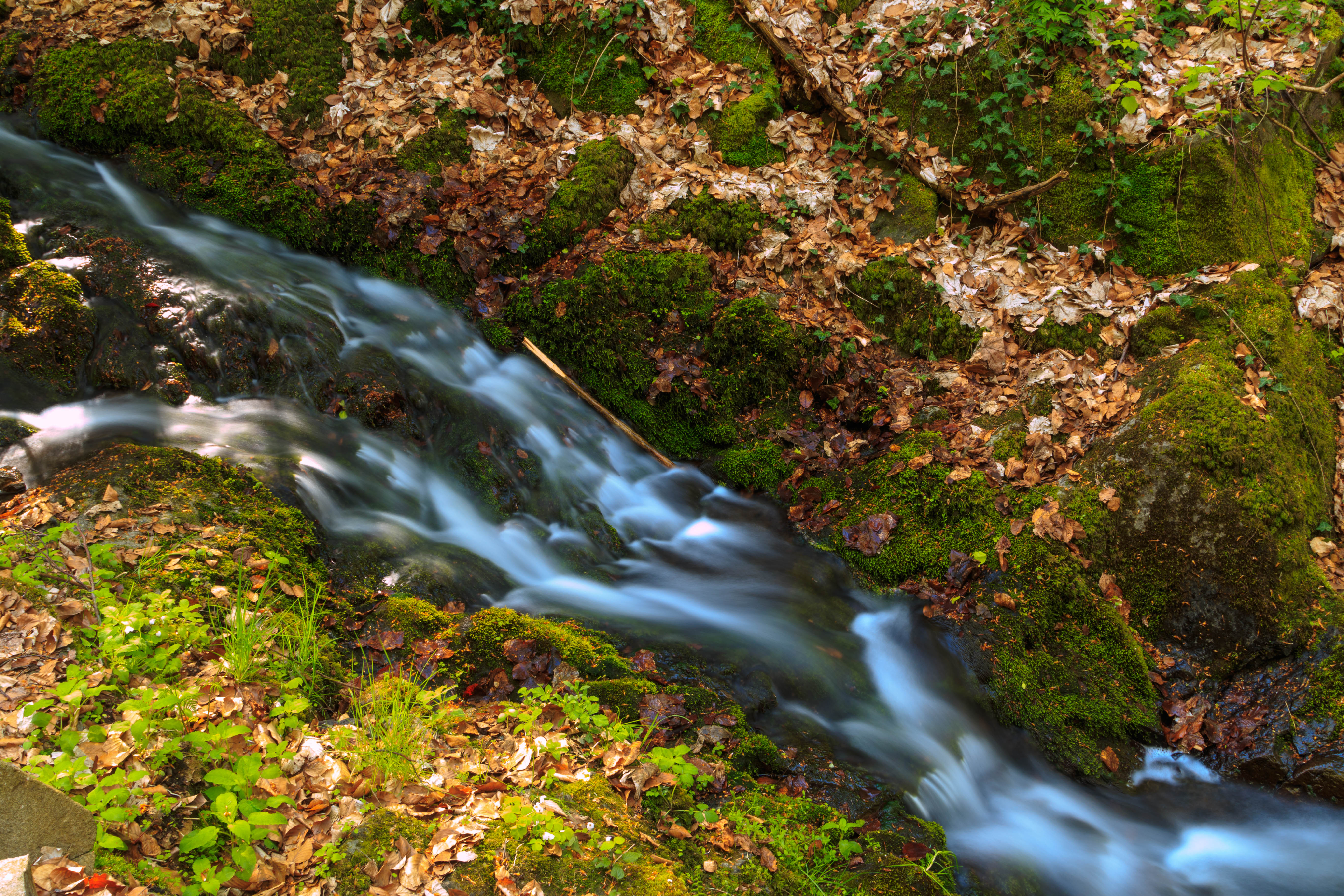
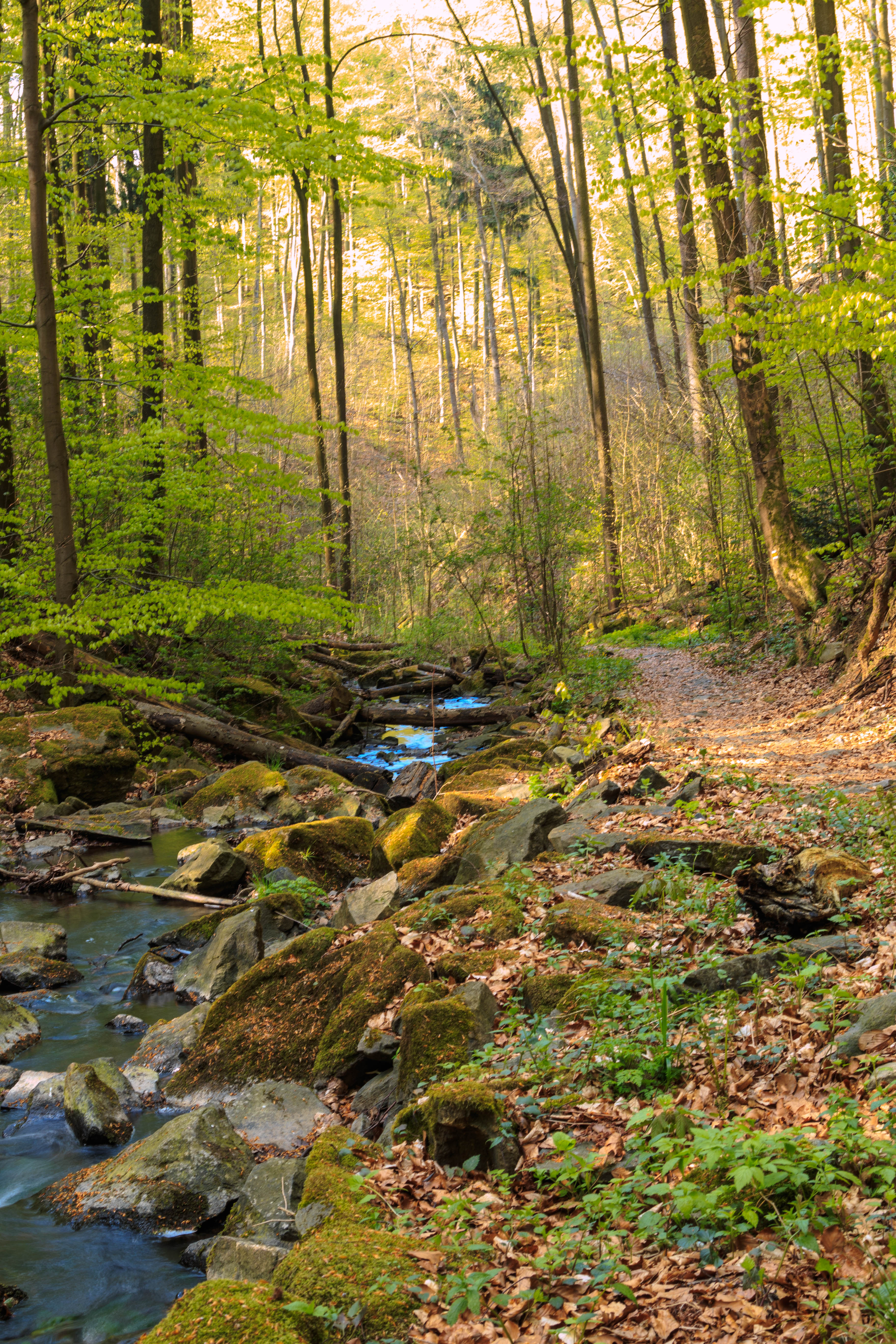